# Rock Water
Das Rock Water ist ein Wasserlauf in Lancashire, England. Es entsteht aus dem Zusammenfluss von Shedden Clough und Cant Clough Beck. Das Rock Water fließt in nordwestlicher Richtung. Bei seinem Zusammenfluss mit dem Hurstwood Brook östlich von Burnley entsteht der River Brun.